# 1802 в Україні

## Особи

### Народились
- 14 лютого, Йосиф Богдан Залеський (1802—1886) — польський поет і громадський діяч.
- 22 квітня, Венелін Юрій Іванович (1802—1839) — український історик, філолог, етнограф, фольклорист та медик. Один з основоположників слов'янознавства в Україні та Російській імперії.
- 26 серпня, Барвінський Григорій Григорович (1802—1880) — український священик (УГКЦ), культурно-громадський діяч, етнограф.
- 5 жовтня, Маврицій Гославський (1802—1834) — польський поет, представник «української школи» в польській літературі.
- 6 листопада, Модест Мацієвський (1802—1885) — український церковний і культурно-громадський діяч, священик-василіянин, педагог, довголітній протоігумен провінції Найсвятішого Спасителя (1854—1874).
- Вигодовський Павло Хомич (1802—1881) — російський чиновник, учасник таємних військових товариств (декабрист).
- Драгоманов Петро Акимович (1802—1860) — батько Олени Пчілки та Михайла Драгоманова, нащадок козацького роду, предводитель дворянства, літератор.
- Йона Київський (1802—1902) — православний святий, чудотворець Київський. За життя дуже шанувався як старець. Засновник Свято-Троїце Іонинського монастиря в Києві.
- Лісовський Микола Федорович (1802—1844) — декабрист, поручик Пензенського піхотного полку, підприємець.
- Мозган Павло Дмитрович (1802—1843) — декабрист, підпоручик Пензенського піхотного полку.
- Потоцька Ольга Станіславівна (1802—1861) — дочка польського магната Станіслава Щенсного Потоцкого і знаменитої авантюристки Софії Клавоне, сестра графа Яна де Вітта, дружина Лева Наришкіна.

### Померли
- 26 квітня, Станіслав Строїнський (1719—1802) — художник-монументаліст Галичини доби бароко та раннього класицизму.
- Базилевич Григорій Іванович (1759—1802) — український військовий лікар, хірург. Перший клінічний професор у Російській імперії, один із засновників Петербурзької медико-хірургічної академії.
- Іоаникій Орловський (1730—1802) — український релігійний діяч в добу Гетьманщини, ректор Олександро-Невської та Рязанської духовних семінарії. Архімандрит Санкт-Петербурзького Зеленецького монастиря.

## Засновані, створені
- Катеринославська губернія
- Миколаївська губернія
- Полтавська губернія
- Таврійська губернія
- Херсонська губернія
- Чернігівська губернія
- Перекопський повіт
- Кролевецький повіт (Чернігівська губернія)
- Церква Успіння Пресвятої Богородиці (Осинове)
- Полтавська обласна клінічна лікарня імені М. В. Скліфосовського
- Чернігівська обласна психоневрологічна лікарня
- Баранівський порцеляновий завод
- Безмятежне
- Березівка
- Благодатне (Арбузинський район)
- Великий Буялик
- Великодолинське
- Велідарівка
- Григорівка (Єланецький район)
- Запсільське
- Інгулка
- Малоолександрівка (Троїцький район)
- Михайлівка (Єланецький район)
- Нововолодимирівка (Єланецький район)
- Новомиколаївка (Гуляйпільський район)
- Новорозсош
- Радивонівка (Якимівський район)
- Рожанівка
- Розанівка
- Серединці (Зборівський район)
- Старобогданівка
- Тарасівка (Малинський район)
- Тимонове
- Тростяниця (Малинський район)
- Успенівка (Гуляйпільський район)
- Фортунатівка
- Чагарі
- Широколанівка
- Шляхове (Кегичівський район)

## Зникли, скасовані
- Новоросійська губернія